# کره شمالی در المپیک تابستانی ۲۰۲۴
کاروان المپیکی کره شمالی، تحت عنوان جمهوری دمکراتیک خلق کره یکی از کاروان‌های شرکت‌کننده در بازی‌های المپیک تابستانی ۲۰۲۴ بود. این دوره از بازی‌ها از ۲۶ ژوئیه تا ۱۱ اوت ۲۰۲۴ (۵ تا ۲۱ امرداد ۱۴۰۳ خورشیدی) به میزبانی پاریس، پایتخت فرانسه برگزار شد.  کاروان کره شمالی در این دوره از بازی‌ها، یازدهمین حضور خود را تجربه کرد و در پایان با کسب دو مدال نقره و چهار برنز در جایگاه شصت و هشتم رده‌بندی نهایی این دوره از بازی‌ها قرار گرفت.

## مدال‌آوران
| مدال | ورزشکار                  | ورزش         | رویداد                       | تاریخ    |
| ---- | ------------------------ | ------------ | ---------------------------- | -------- |
| نقره | ری جونگ سیک کیم کوم یونگ | تنیس روی میز | دوبل مختلط                   | ۳۰ ژوئیه |
| نقره | کیم می رائه جو جین می    | شیرجه        | سکوی پرش هماهنگ ۱۰ متری زنان | ۳۱ ژوئیه |
| برنز | پانگ چول می              | بوکس         | ۵۴ کیلوگرم زنان              | ۴ اوت    |
| برنز | کیم می رائه              | شیرجه        | سکوی پرش ۱۰ متر زنان         | ۶ اوت    |
| برنز | ری سئونگ                 | کشتی         | ۶۰ کیلوگرم فرنگی مردان       | ۶ اوت    |
| برنز | چو هیو-گیونگ             | کشتی         | ۵۳ کیلوگرم آزاد زنان         | ۸ اوت    |

## شرکت‌کنندگان
در جدول زیر، فهرستی از ورزش‌های مربوط به اعضای کاروان کره شمالی شرح داده شده است.
| ورزش         | مردان | زنان | کل |
| ------------ | ----- | ---- | -- |
| دو و میدانی  | 1     | ۰    | ۱  |
| بوکس         | ۰     | ۲    | ۲  |
| شیرجه        | ۱     | ۲    | ۳  |
| ژیمناستیک    | ۰     | ۱    | ۱  |
| جودو         | ۰     | ۱    | ۱  |
| تنیس روی میز | ۱     | ۲    | ۳  |
| کشتی         | ۱     | ۴    | ۵  |
| کل           | ۴     | ۱۲   | ۱۶ |